# قلندرآباد
قلندرآباد شهری در بخش قلندرآباد شهرستان فریمان استان خراسان رضوی ایران است.

## وجه تسمیه
واژه قلندر آباد از دو بخش (قلندر) و (آباد) تشکیل شده (قلندر:۱- درویش بی قید در پوشاک و خوراک و طاعات و عبادات ۲- نوعی خیمه یک دیرکی و آباد: به معنی دایر برپا که به صورت پسوند در آخر نام‌های مکان در می‌آید به معنی بنا شده {معین دق ۲۷۲۲ و آخ ۵و۶}) و از این معانی بر می‌آید که این محل توسط شخصی که نامش قلندر بوده بنا شده‌است.

## جمعیت
بر پایه سرشماری عمومی نفوس و مسکن در سال ۱۳۹۵ جمعیت این مکان ۴٬۸۸۰ نفر (۱٬۴۰۶ خانوار) بوده‌است.